# گئورگ بوشنر
کارل گئورگ بوشنر (به آلمانی: Karl Georg Büchner) (آلمان ۱۸۱۳ تا ۱۸۳۷) نویسنده، شاعر، پزشک و انقلابی آلمانی بود.

## زندگی
گئورگ بوشنر سال ۱۸۱۳ در منطقه گودلاو در نزدیکی دارمشتات متولد شد. او در خانواده‌ای زاده شد که تمام اعضای آن تحصیل کرده و سرشناس بودند.
بوشنر در مدرسه‌ای تحصیل کرد که به زبان‌های فرانسه، ایتالیا و انگلیسی توجه خاصی می‌کرد. او در استراسبورگ در رشته پزشکی تحصیل کرد.
در ۱۵ سالگی به سیاست علاقه‌مند شد و به تدریج به یک فعال سیاسی تبدیل شد. او از نوجوانی به مطالعه فلسفه و تاریخ انقلاب فرانسه پرداخت.
او به دلیل فعالیت‌های سیاسی خود در سال‌های آغاز جوانی به زوریخ تبعید شد و همان‌جا در ۲۴سالگی از تیفوس مُرد.

## فعالیت سیاسی
بوشنر جز اولین دموکراتهای انقلابی در اروپا به‌شمار می‌آید. هنگامی که او شب‌نامه موسوم به پیام ایالتی را پخش می‌کرد مارکس تنها ۱۵ سال داشت.
این جزوه انقلابی، پیش از انتشار مانیفست کمونیست، مورد توجه رهبران انقلاب آلمان قرار گرفت.
از دیگر آثار اجتماعی بوشنر مرامنامه حقوق بشر است که در تاریخ مبارزات اجتماعی اهمیتی به اندازه مانیفست کمونیسم دارد. شعار معروف صلح برای کلبه‌ها - جنگ به درون کاخ‌ها از شعارهای بوشنر است.

## آثار
او در زمان حیاتش سه نمایشنامه نوشت. معروفترین آن‌ها وویتسک (۱۸۳۷) است. در زمان حیات بوخنر به نمایشنامه‌هایش توجه چندانی نشد و تازه پنجاه سال پس از مرگش بود که گروه‌های نمایشی شروع به اجرای آثارش کردند. با مرگ بوخنر نمایشنامه وویتسک ناتمام ماند. البته این نمایشنامه تا هدف مخصوصش پیش رفته بود (قتل زن وویتسک توسط او). وویتسک داستان سربازی است که گماشته یک افسر است و سر و صورت درجه داران را اصلاح می‌کند. او با زن فاحشه‌ای که بچه هم دارد آشنا می‌شود. وویتسک مذهبی و خیالاتی است و در ذهنش توهم‌های بسیار به وجود می‌آید مانند صداها. زن او با یک درجه دار جوان رابطه نامشروع برقرار می‌کند و وویتسک زنش را می‌کشد. نمایشنامه در همین‌جا – به علت مرگ بوخنر – ناتمام می‌ماند. دربارهٔ بوخنر نوشته شده که در نمایش نامه‌هایش چپ‌گرایی و بدبینی و پوچ بینی موج می‌زند. در وویتسک جملاتی است که آن را تبدیل به نمایشنامه سیاسی کرده: چیزی جز کار در آفتاب وجود ندارد. ما فقرا حتی هنگامی که خوابیده‌ایم عرق می‌ریزیم. پس از اینکه زن وویتسک می‌میرد، رنگ سیاسی نمایشنامه از بین می‌رود و رنگ ملودرام به خود می‌گیرد.
اغلب آثاری که از بوشنر باقی‌مانده، نمایشنامه هستند. او را از پایه‌گذاران نمایشنامه نویسی مدرن اروپا می‌دانند.
- وُیتسک، ترجمه ناصر حسینی مهر، انتشارات ققنوس، ۱۳۸۴
- لئونس و لنا، ترجمه پرویز جاهد، انتشارات پیراسته، ۱۳۸۸
- مرگ دانتون، ترجمه سعید فرهودی ، انتشارات مانیا هنر، ۱۳۹۸

## اقتباس سینمایی
از نمایشنامه‌های او بارها اقتباس سینمایی شده‌است. از نمایشنامه وُیتسک ۱۲ بار فیلم سینمایی ساخته شده که معروفترین آن‌ها به کارگردانی ورنر هرتزوگ بوده‌است.

### ایران
داریوش مهرجویی در سال ۱۳۵۱ از نمایشنامه وویتسک، فیلمنامه‌ای به نام پستچی فراهم آورد. از این فیلمنامه فیلم پستچی را می‌سازد که از شاهکارهای سینمای ایران به‌شمار می‌رود.

## جایزه ادبی گئورگ بوشنر
از سال ۱۹۲۳ جایزه‌ای به یاد گئورگ بوشنر تأسیس شد که تنها به هنرمندانی اهداء می‌شد که در شهر و ایالت هسن متولد شده باشند.
اما از سال ۱۹۵۱ این جایزه هر ساله از سوی آکادمی زبان و شعر آلمان به یکی از نویسندگان و شاعران آلمانی زبان اهداء می‌شود.
ارزش این جایزه ۴۰ هزار یورو است و معتبرترین جایزه ادبی در آلمان به‌شمار می‌رود. تاکنون نویسندگان مهمی این جایزه را دریافت کرده‌اند.
گوتفرید بن، پاول سلان، اینگه‌بورگ باخمن، الیاس کانتی، پتر هاندکه، ماکس فریش، اریش فرید، گونتر گراس، هاینریش بل از برندگان این جایزه در سال‌های بعد از جنگ جهانی دوم هستند.